# Institut de la Bienheureuse Vierge Marie
Ne doit pas être confondu avec Sœurs de la Bienheureuse Vierge Marie de Lorette.
L' Institut de la Bienheureuse Vierge Marie (en latin : Institutum Beatae Mariae Virginis), couramment appelée Sœurs de Lorette ou Dames Irlandaises, sont une congrégation religieuse féminine enseignante et hospitalière de droit pontifical. 

## Histoire
En 1814, la dublinoise Frances Ball (1794-1861) entre au couvent des dames anglaises de York à la demande de  Daniel Murray (it), archevêque de Dublin, qui désire avoir des sœurs en Irlande. Après sa formation, la sœur Ball quitte York avec deux novices et fonde une branche autonome de la congrégation le 22 novembre 1821.
En mai 1822, Frances Ball ouvre à Rathfarnham, faubourg de la capitale irlandaise, la première école de l'institut qui est appelée Loreto House en l'honneur de la Vierge de Lorette, c'est pourquoi les sœurs sont appelées sœurs de Lorette. La branche irlandaise reçoit le décret de louange le 30 juin 1836 et elle est définitivement approuvée par le Saint-Siège le 15 février 1877. En 1842, les sœurs de Lorette ouvrent également une maison à Calcutta. Avant de fonder les missionnaires de la Charité, Mère Teresa appartenait à cette congrégation.
À l'invitation de Michael Power (1804-1847), 1er évêque de Toronto, qui souhaite que des religieuses irlandaises viennent en aide aux immigrants, Thérèse Dease (1820-1889) quitte le couvent de Rathfarnham en 1847 et fonde une maison au Canada, ce qui donne naissance à une nouvelle congrégation autonome approuvée le 15 juin 1903. Cette branche canadienne fusionne avec la branche irlandaise en 2003.

## Activités et diffusion
Les sœurs exercent leur apostolat dans les écoles, les pensionnats et les orphelinats ; en terres de mission, elles se consacrent aux soins hospitaliers et aux œuvres paroissiales.
Elles sont présentes en:  
- Europe : Albanie, Espagne, Gibraltar, Italie, Irlande, Royaume-Uni.
- Amérique : Canada, États-Unis, Pérou.
- Afrique : Afrique du Sud, Ghana, Kenya, Maroc, Île Maurice, Soudan du Sud, Tanzanie, Zambie.
- Asie : Bangladesh, Inde, Népal, Philippines, Timor oriental, Viêt Nam.
- Océanie : Australie.

La maison-mère est à Rome.
En 2017, la congrégation comptait 778 sœurs dans 123 maisons.